# Втрати 20-ї мотострілецької дивізії (РФ)
У статті наведено подробиці втрат 20-ї мотострілецької дивізії (у 2009—2021 роках — 20-ша окрема мотострілецька бригада) Збройних сил РФ у різних військових конфліктах.

## Перша чеченська війна
| п/п | Прізвище, ім'я, по-батькові                                                   | Звання/посада                                    | Дата народження | Дата смерті | Місце смерті |
| --- | ----------------------------------------------------------------------------- | ------------------------------------------------ | --------------- | ----------- | ------------ |
| 1.  | Корнієнко Ігор Олександрович (рос. Корниенко Иван Александрович)              | майор, начальник штабу 33 мотострілецького полку | 15.03.1964      | 06.01.1995  | Грозний      |
| 2.  | Малиновський Олександр Мечиславович (рос. Малинвоский Александр Мечиславович) | капітан, начальник штабу дивізіону 255 МСП       | 03.09.1965      | 06.01.1995  | Грозний      |
| 3.  | Костюченко Олег Юрійович (рос. Костюченко Олег Юрьевич)                       | молодший сержант, 255 МСП                        | 19.09.1975      | 06.01.1995  | Грозний      |

## Російсько-українська війна
| п/п | Прізвище, ім'я, по-батькові                                            | Звання/посада                                                                           | Дата народження | Дата смерті | Місце смерті                         |
| --- | ---------------------------------------------------------------------- | --------------------------------------------------------------------------------------- | --------------- | ----------- | ------------------------------------ |
| 1.  | Агарков Юрій Юрійович (рос. Агарков Юрий Юрьевич)                      | підполковник командир 33-го мотострілецького полку                                      | 08.03.1983      | 26.02.2022  | Херсонська область                   |
| 2.  | Голуб Віталій Олегович (рос. Голубь Виталий Олегович)                  | лейтенант, командир мотострілецького взводу 255 мотострілецького полку                  | 14.06.2000      | 01.03.2022  |                                      |
| 3.  | Маліков Руслан Іванович (рос. Маликов Руслан Иванович)                 | старший лейтенант, командир гранатоментного взводу                                      | 04.08.1996      | 23.03.2022  |                                      |
| 4.  | Сафронов Максим Олександрович (рос. Сафронов Максим Александрович)     | лейтенант, командир танкового взводу                                                    | (03.10.1998     | 23.03.2022  | с. Олександрівка (Херсонський район) |
| 5.  | Єрошин Денис Володимирович (рос. Ерошин Денис Владимирович)            | капітан, начальник служби радіаційного, хімічного та біологічного захисту (33 МСП)      | 07.01.1981      | 26.03.2022  |                                      |
| 6.  | Ісаєв Іван Олександрович (рос. Исаев Иван Александрович)               | єфрейтор, старший стрілець мотострілецького відділення                                  | 13.02.2001      | 29.03.2022  |                                      |
| 7.  | Наконечний Олександр Вікторович (рос. Наконечный Александр Викторович) | майор, заступник командира розвідувального батальйону                                   | 14.07.1985      | 30.03.2022  | Маріуполь                            |
| 8.  | Колобов Сергій Миколайович (рос. Колобов Сергей Николаевич)            | старший сержант, заступник командира роти глибинної розвідки                            | 08.08.1989      | 30.03.2022  | Маріуполь                            |
| 9.  | Слепньов Олександр Васильович (рос. Слепнев Александр Васильевич)      | лейтенант, командир саперної групи                                                      | 01.12.1998      | 31.03.2022  | с. Олександрівка (Херсонський район) |
| 10. | Антонов Сергій Георгійович (рос. Антонов Сергей Георгиевич)            | старший прапорщик, командир взводу рідіооперешкод                                       | 10.11.1977      | 14.04.2022  |                                      |
| 11. | Атарщиков Ярослав Олексійович (рос. Атарщиков Ярослав Алексеевич)      | сержант командир розвідувального відділення                                             | 26.09.1986      | 20.04.2022  | Первомайськ                          |
| 12. | Кахаєв Руслан Магомедович (рос. Кахаев Руслан Магомедович)             | старший сержант, командир танку, 255 МСП                                                | 28.03.1990      | 22.04.2022  |                                      |
| 13. | Жусупов Нариман Маратович (рос. Жусупов Нариман Маратович)             | сержант                                                                                 | 07.04.1994      | 23.04.2022  | Херсонська область                   |
| 14. | Матніязов Камран Сабірович (рос. Матниязов Камран Сабирович)           | єфрейтор, старший розвідник                                                             | 12.06.1989      | 02.05.2022  |                                      |
| 15. | Пурясьєв Михайло Сергійович (рос. Пурясьев Михаил Сергеевич)           | сержант, командир відділення артилерійської розвідки, 255 МСП                           | 09.07.1996      | 07.05.2022  | Херсонська область                   |
| 16. | Коваль Сергій Федорович (рос. Коваль Сергей Федорович)                 | підполковник, начальник оперативного відділення штабу дивізії                           | 27.11.1985      | 09.07.2022  | Херсонська область                   |
| 17. | Кенс Сергій Миколайович (рос. Кенс Сергій Юрійович)                    | полковник, нач. штабу — заступник командира дивізії                                     | 08.03.1980      | 09.07.2022  | Херсонська область                   |
| 18. | Виродов Євген Миколайович (рос. Выродов Евгений Николаевич)            | підполковник, заступник начальника тилу дивізії                                         | 12.03.1981      | 09.07.2022  | Херсонська область                   |
| 19. | Житников Денис Олександрович (рос. Житников Денис Александрович)       | сержант начальник апаратної батальйону зв'язку                                          | 23.07.1997      | 09.07.2022  | Херсонська область                   |
| 20. | Іванов Максим Віталійович (рос. Иванов Максим Витальевич)              | капітан, оперативний черговий штабу дивізії                                             | 27.08.1985      | 09.07.2022  | Херсонська область                   |
| 21. | Корнелюк Микола Геннадійович (рос. Корнелюк Николай Геннадьевич)       | полковник, начальник артилерії дивізії                                                  | 13.07.1972      | 09.07.2022  | Херсонська область                   |
| 22. | Мукатов Канат Халімадденович (рос. Мукатов Канат Халимадденович)       | полковник, заступник командира дивізії                                                  | 12.09.1983      | 09.07.2022  | Херсонська область                   |
| 23. | Півнєв Олег Сергійович (рос. Пивнев Олег Сергеевич)                    | старший лейтенант, начальник відділення мобілізаційного та комплектування штабу дивізії | 11.06.1985      | 09.07.2022  | Херсонська область                   |
| 24. | Сіпін Євген Михайлович (рос. Сипин Евгений Михайлович)                 | старший лейтенант, помічник начальника штабу відділу артилерії                          | 21.04.1997      | 09.07.2022  | Херсонська область                   |
| 25. | Аврамченко Олексій Юрійович (рос. Аврамченко Алексей Юрьевич)          | полковник, заступник командира дивізії по військово-політичній роботі                   | 20.01.1973      | 09.07.2022  | Херсонська область                   |
| 26. | Горобець Олексій Миколайович (рос. Горобец Алексей Николаевич)         | полковник, командир дивізії                                                             | 10.02.1973      | 09.07.2022  | Херсонська область                   |
| 27. | Лапін Артем Олександрович (рос. Лапин Артём Александрович)             | старший лейтенант, командир взводу                                                      | 26.09.1996      | 18.07.2022  |                                      |
| 28. | Бєлов Антон Сергійович (рос. Белов Антон Сергеевич)                    | рядовий, механік-водій                                                                  | 25.06.2000      | 22.07.2022  |                                      |
| 29. | Погосян Артур Левонович (рос. Погосян Артур Левонович)                 | єфрейтор, старший стрілець                                                              | 30.05.1996      | 19.08.2022  |                                      |
| 30. | Асрян Владик Норайрович (рос. Асрян Владик Норайрович)                 | єфрейтор, механік-водій танку, 33 МСП                                                   | 21.10.2000      | 31.08.2022  | Тернові Поди                         |
| 31. | Меньшиков Олександр (рос. Меньшиков Александр)                         | сержант                                                                                 |                 | 05.09.2022  |                                      |
| 32. | Скворцов Володимир Валерійович (рос. Скворцов Владимир Валерьевич)     | старший лейтенант, командир мотострілецької роти, 33 МСП                                | 28.05.1998      | 01.10.2022  | Миколаївка                           |
| 33. | Задворнов Євген Михайлович (рос. Задворнов Евгений Михайлович)         | майор, командир мотострілецького батальону, 255 МСП                                     | 09.07.1988      | 15.11.2022  |                                      |
| 34. | Ємельянов Микола Степанович (рос. Емельянов Николай Степанович)        | рядовий, 242-й мотострілецький полк                                                     | 24.10.1991      | 23.02.2024  |                                      |